# Protandrena bicolor
Protandrena bicolor är en biart som först beskrevs av Timberlake 1955.  Protandrena bicolor ingår i släktet Protandrena och familjen grävbin. Inga underarter finns listade i Catalogue of Life.